# Jean Louis Stuurop
Jean-Louis Henk Stuurop (Amsterdam, 13 september 1936 - Amsterdam, 17 juni 2000) was een Nederlands violist. 
Hij was de zoon van pianist Henk Stuurop (1894-1956), die tussen 1922 en 1927 de vaste begeleider van de cabaretier Jean-Louis Pisuisse was, en de Spaanse danseres Sophia Gallirue (echte naam: Sofia Galicia Arrue, 1904-1965). Jean-Louis Stuurop werd vernoemd naar Jean-Louis Pisuisse. Hijzelf trouwde in 1962 met violiste Alida Henriëtte (Alda) Kamermans (geboren Weerselo 1938, overlijden onbekend).
Hij was al vanaf zijn elfde leerling van Oskar Back, ondertussen nog een driejarige Hogereburgerschool afrondend. Hij gaf al concerten vanaf de vroege jaren vijftig, toen hij als solist optrad met het Haarlemsche Orkest Vereeniging onder leiding van Marinus Adam in het Vioolconcert van Felix Mendelssohn-Bartholdy. In 1952 won hij vijftien jaar oud een tweede prijs in een concours voor jonge kunstenaars en mocht daardoor een aantal weken in de Verenigde Staten studeren. Optredens met de Arnhemsche Orkest Vereeniging onder Leo Pappenheim, het Residentie Orkest onder Ignaz Neumark, Frysk Orkest en het Rotterdams Philharmonisch Orkest en het Concertgebouworkest volgden. In 1954 kreeg hij een prijs in het Arrigo Ferato Concours in Rome (1954). 
Stuurop was violist in het Concertgebouworkest (1961-1999). Hij was er vanaf september 1961 ook enige tijd plaatsvervangend eerste concertmeester in afwachting van de komst van Herman Krebbers.
Zijn vrouw Kamermans, leerlinge van Jos de Klerk had tussen 1961 en 1969 ook zitting in dat orkest, maar was meer op haar plek in de barokstijl. Hij doceerde aan het Sweelinck Conservatorium in Amsterdam. Hij won de Vriendenkrans van de Vereniging Vrienden van het Concertgebouw en het Concertgebouworkest in 1952.